# Дідура Григорій Харитонович
Григорій Харитонович Діду́ра (нар. 27 січня 1920, Краснопілка — пом. 13 травня 1995, Луганськ) — український скульптор і педагог; член Спілки радянських художників України з 1964 року.

## Біографія
Народився 27 січня 1920 року в селі Краснопілці (нині Уманський район Черкаської області, Україна). 1940 року закінчив Дніпропетровське художнє училище.
Брав у часть у німецько-радянській війні. Нагороджений орденом Вітчизняної війни ІІ ступеня (6 квітня 1985), медаллю «За бойові заслуги» (24 січня 1945).
Протягом 1946—1953 років навчався в Київському художньому інституті, де його викладачами зокрема були Михайло Лисенко, Макс Гельман, Олексій Олійник. Дипломна робота — портрет Івана Франка (гіпс, повтор — оргскло; Львівський національний літературно-меморіальний музей Івана Франка; керівник — Макс Гельман).
З 1953 року викладав у Ворошиловградському художньому училищі. Жив у Ворошиловграді/Луганську в будинку на 42-му кварталі, вулиця Гагаріна № 22, квартира № 25. Помер у Луганську 13 травня 1995 року.

## Творчість
Працював у галузі станкової скульптури. Серед робіт:
- «Іван Франко» (1953);
- «Заслужений металург В. Киричек» (1953);
- «Партизан» (1954, гіпс);
- «Страйкар» (1956, гіпс);
- «Передова свинарка Гаврилова» (1957);
- «Прохідник» (1959, дерево; 1963);
- «Доктор історичних наук М. Гончаренко» (1961);
- «Кріпак» (1961);
- «Бунтар» (1964, гіпс);
- «Художник Микола Самокиш» (1964, бетон; 1975);
- «Володимир Антонов-Овсієнко» (1967);
- «Василь Шелгунов» (1967, бетон);
- «Ракетник» (1968, 1973);
- «Академік Гліб Кржижанівський» (1971);
- «Герой Соціалістичної Праці В. Козаченко» (1971);
- «Механізатор Б. Кафанов» (1972);
- «Зустріч О. Панфілова з Володимиром Леніним» (1973);
- «Ф. Тулунов» (1975);
- «П. Мойсеєнко» (1980);
- «Шахтарські будні. Наставник» (1980);
- «План ГОЕРЛО» (1982).

Брав участь у виставках з 1953 року, республіканських — з 1963 року.